# British Phonographic Industry
La British Phonographic Industry (BPI) è l'associazione che rappresenta le case discografiche nel Regno Unito. È nata nel 1973 e ne fanno parte centinaia di imprese discografiche, incluse le quattro grandi major (Universal, Sony, EMI e Warner).

## Struttura
La struttura della BPI è caratterizzata da quattro elementi:
1. Membri: le imprese discografiche.
2. Consiglio: composto da rappresentanti individuali delle singole imprese, eletti annualmente. Si occupa delle decisioni chiave e della politica gestionale.
3. Comitati: gruppi composti da rappresentanti delle imprese, con il compito di discutere su determinate aree di attività.
4. Staff: il gruppo di management che ha il compito di mettere in atto le decisioni del Consiglio.

## Brit Award
La BPI ha istituito nel 1977 la prima edizione dei BRIT Awards: i premi che ogni anno nel Regno Unito vengono conferiti ad artisti di musica pop.

## Certificazione delle vendite
La BPI si occupa dal 1973 della certificazione delle vendite di dischi musicali nel Regno Unito, assegnando i seguenti riconoscimenti:
| Singoli          | Singoli                     |
| Riconoscimento   | Soglia n. copie distribuite |
| ---------------- | --------------------------- |
| Disco d'argento  | 200 000                     |
| Disco d'oro      | 400 000                     |
| Disco di platino | 600 000                     |
| Album            |                             |
| Disco d'argento  | 60 000                      |
| Disco d'oro      | 100 000                     |
| Disco di platino | 300 000                     |
| DVD musicali     |                             |
| Disco d'oro      | 25 000                      |
| Disco di platino | 50 000                      |